# Caroline Jackson
Caroline Jackson (ur. 5 listopada 1946 w Penzance) – brytyjska polityk, od 1984 do 2009 deputowana do Parlamentu Europejskiego. Żona Roberta Jacksona, byłego europosła i parlamentarzysty.

## Życiorys
Absolwentka St Hugh's College i Nuffield College, działających w ramach University of Oxford. Uzyskała stopień naukowy doktora, była pracownikiem naukowym pierwszej z tych uczelni.
W 1984 z listy Partii Konserwatywnej po raz uzyskała mandat posłanki do Parlamentu Europejskiego. Z powodzeniem ubiegała się o reelekcję w kolejnych wyborach europejskich (w 1989, 1994, 1999 i 2004). Była m.in. przewodniczącą Komisji Ochrony Środowiska, Zdrowia i Ochrony Konsumentów (1999–2004), należała do Grupy Demokracji Europejskiej, następnie frakcji chadeckiej. W 2009 nie kandydowała w następnych wyborach.
Została prezesem instytutu na rzecz europejskiej polityki środowiskowej (Institute for European Environmental Policy).